# Wilfried Ihrig
Wilfried Ihrig (* 12. Juli 1953 in Michelstadt) ist ein deutscher Literaturwissenschaftler und Autor.

## Werdegang
Ihrig studierte Germanistik, Philosophie, Politologie und Mathematik an der Universität Heidelberg. 1987 wurde er dort promoviert.
Seit 1987 lebt Wilfried Ihrig in Berlin. 1987 bis 1995 unterrichtete er als Wissenschaftlicher Mitarbeiter und Assistent von Walter Höllerer, Norbert Miller und Reinhard Baumgart an der TU Berlin.
Ihrig war Redakteur der Zeitschrift Sprache im technischen Zeitalter. Seit 1995 ist er freier Autor, Editor und Lyrik-Übersetzer. Er hat viele Aufsätze, Lexikon-Artikel, Nachworte und Editionen publiziert. Besonderen Erfolg hatte er als Mitherausgeber der Anthologien Ick kieke, staune, wundre mir (2017) mit berlinerischen Gedichten und Die Morgendämmerung der Worte (2018) mit Gedichten der Roma und Sinti aus aller Welt. Diese als "Moderner Poesie-Atlas" konzipierte Anthologie stellt die Dichtung der Roma zum ersten Mal als "Weltliteratur" dar und wurde von Angelika Overath in der FAZ als "Pioniertat", von Karl-Markus Gauß in der Süddeutschen Zeitung als "imponierende editorische Leistung" rezensiert. Der Bayerische Rundfunk hat die Anthologie unter die 10 besten Bücher des Jahres 2018 gewählt, die Experten der "Lyrik-Empfehlungen" haben sie für 2019 als einen der 10 besten ins Deutsche übersetzten Gedichtbände empfohlen.

## Veröffentlichungen
- Die Welt bin ich. Materialien zu Konrad Bayer. Zusammengestellt gemeinsam mit Ulrich Janetzki. Wien – München: Jugend & Volk 1983 (protokolle 83/1).
- Heinrich Nowak, Die Sonnenseuche. Das gesamte Werk. 1912 –  1920. Hg. gemeinsam mit Ulrich Janetzki. Wien – Berlin: Medusa 1984.
- Valery Larbaud, Sämtliche Werke des A. O. Barnabooth. Aus dem Frz. v. Georg Goyert, W.I., Wilhelm Lehmann, Walther Petry und Marie Philippe. Für die dt. Ausgabe eingerichtet und mit Nachwort von W. I. Frankfurt – Berlin: Ullstein 1986 (Ullstein Werkausgaben).
- Literarische Avantgarde und Dandysmus. Eine Studie zur Prosa von Carl Einstein bis Oswald Wiener. Mit Kapiteln über Walter Serner, André Breton, Louis Aragon und Konrad Bayer. Frankfurt: Athenäum 1988.
- Friedrich Wilhelm Wagner, Jungfraun platzen männertoll. Ausgewählte Gedichte. München: edition text + kritik 1989.
- Friedrich Wilhelm Wagner, Irrenhaus. Ein Cyclus von 20 Gedichten. Nachwort von W. I. Berlin: Mink 1990.
- Wilhelm Runge, Die Sonne wintert. Ausgewählte Gedichte. Siegen: Universität-Gesamthochschule 1990.
- Günter Bruno Fuchs, Werke in drei Bänden: Romane und Erzählungen / Gedichte und kleine Prosa / Hörspiele und Schriften. München: Hanser 1990 / 1992 / 1995, ISBN 3-446-15807-3 / ISBN 3-446-15808-1 / ISBN 3-446-15810-3.
- Ick kieke, staune, wundre mir. Berlinerische Gedichte von 1830 bis heute. Gesammelt und ediert gemeinsam mit Thilo Bock und Ulrich Janetzki. Berlin: Die Andere Bibliothek 2017, ISBN 978-3-8477-0387-7. Neuausgabe als Extradruck: Berlin: Die Andere Bibliothek 2017,  ISBN 978-3-8477-2018-8.
- Ausgewählte Gedichte. 1978 – 2018. Norderstedt: Books on Demand 2018, ISBN 9783748151883.
- Die Morgendämmerung der Worte. Moderner Poesie-Atlas der Roma und Sinti. Gedichte versammelt und ediert gemeinsam mit Ulrich Janetzki. Berlin: Die Andere Bibliothek 2018, ISBN 978-3-8477-0403-4.
- Penner und Icke. Über berlinerische Gedichte. Aufsätze und Gedichte. Berlin 2019 (Aufsätze 1), ISBN 978-3-7502-0450-8.
- Über Paul Celan und ... Carl Einstein, David Morley, Jacques Tati und andere. Aufsätze und Gedichte. Berlin 2019 (Aufsätze 2). ISBN 9783748552291.
- jedichte. berlinerische gedichte. Berlin 2019. ISBN 978-3-7485-7243--5.
- Moderne österreichische Literatur. Studien zur österreichischen Literatur seit 1900. Berlin 2019 (Aufsätze 3). ISBN 9783750206649.
- gedichte. neue gedichte. Berlin 2019. ISBN 978-3-7502-4558-7.
- neue texte. gedichte und aphorismen. Berlin 2020. ISBN 978-3-7502-7712-0.
- Friedrich Wilhelm Wagner, Gesammelte Werke. Mit einem Aufsatz über das Zürcher Kabarett "Pantagruel" hg. v. W. I. Berlin 2020. ISBN 978-3-7502-8957-4.